# 2017年英格兰足总杯决赛
2017年英格蘭足總杯決賽於2017年5月27日在英格蘭倫敦的舉行，以決出2016/17球季英格蘭足總盃冠軍誰屬。比賽由英格蘭的阿仙奴對決同城球隊車路士。奪得足總盃冠軍的球隊可以獲得參加次年小組賽的資格。車路士和阿仙奴兩支決賽隊伍於聯賽分別排名第1和第5，自動獲得參加下個賽季歐洲賽事的資格，因此，聯賽排名第7的愛華頓成為聯賽排名最高而沒有歐洲賽資格球隊，參加下屆比賽。
兩支球隊是繼2002年後再次在冠軍決賽中相遇，亦是自2003年後，首次有兩支決賽隊伍於聯賽雙循環的比賽中各贏下1次，2016年9月，阿仙奴在主場以3比0勝出對陣車路士的比賽，車路士則於2017年2月在主場以3比1擊敗阿仙奴。

## 晉級過程

### 阿仙奴
| 圈數   | 對手             | 比數           |
| ------ | ---------------- | -------------- |
| 第三圈 | 普雷斯顿（作客） | 1–2            |
| 第四圈 | 南安普顿（作客） | 0–5            |
| 第五圈 | （作客）         | 0–2            |
| 八強   | 林肯城（主場）   | 5–0            |
| 四強   | 曼城 （中立場）  | 2–1 （加時賽） |

根據賽制，英超球隊阿仙奴在第三圈加入競逐。抽籤後，阿仙奴將作客英冠的普雷斯顿。阿仙奴於迪普戴爾球場憑着阿隆·拉姆塞和基奧特的入球以2比1反勝對手。第四圈的賽事，阿仙奴作客南安普顿。比賽中，阿仙奴的梅開二度，沃爾科特更上演帽子戲法，帶領球隊大勝5比0晉級。第五圈的賽事，阿仙奴作客英格蘭足球全國聯賽 (第一級)的球隊。阿仙奴的盧卡斯·佩雷斯和禾確特各攻入1球，帶領球隊以2比0晉級。於比賽中，薩頓聯的門將韋恩·蕭爾於後備席吃批，英格蘭足球總會介入調查，因為有賭博公司開出「韋恩·蕭爾在比賽進行時吃批」的盤口。於八強的賽事，阿仙奴在主場迎戰同為英格蘭足球全國聯賽 (第一級)的林肯城。比賽中，禾確特、基奧特、阿歷斯·山齊士和艾朗·藍斯各入1球，再加上對方守衛的一記烏龍球，阿仙奴最終以5比0大勝，晉身四強。阿仙奴於舉行的四強賽事迎戰英超的曼城，和阿歷斯·山齊士帶領球隊躋身決賽。

### 車路士
| 圈數   | 對手         | 比數 |
| ------ | ------------ | ---- |
| 第三圈 | （主場）     | 4–1  |
| 第四圈 | （主場）     | 4–0  |
| 第五圈 | （作客）     | 0–2  |
| 八強   | 曼聯（主場） | 1–0  |
| 四強   | （中立場）   | 4–2  |

英超球隊的車路士同樣在第三圈加入競逐。抽籤後，車路士在主場迎戰英格蘭甲組足球聯賽球隊。在舉行的比賽中，雖有被球證出示紅牌被逐，但車路士仍憑着佩德羅梅開二度，加上巴舒亞伊和威廉的入球，大勝4比1晉級。第四圈的賽事，車路士同樣在主場迎戰英冠的。柏度、韋利安、和巴舒亞伊皆有進帳，協助球隊以4比0大勝。第5圈的比賽，車路士作客至英冠的。憑着柏度和迪亞高·哥斯達的入球，車路士以2比0取得勝利。於八強的賽事，車路士在主場迎戰上屆足總盃冠軍得主曼聯。康德射入全場唯一的入球，協助球隊以1比0勝出，晉級四強。於四強對陣的比賽中，韋利安梅開二度，再加上夏沙特和的入球，以4比2勝出比賽，晉身決賽。

## 賽前
雖然車路士較阿仙奴早一日晉身決賽，但英足總以球隊英文名稱首個英文字母的順序，把阿仙奴設為主隊，車路士設為客隊。阿仙奴以破紀錄第20次晉身足總盃的決賽，如在決賽贏下冠軍，將會以13次冠軍成為贏得最多足總盃的球隊，因為曼聯在2016年贏得足總盃冠軍，平了賽前阿仙奴12次冠軍的紀錄。
阿仙奴領隊於賽前贏得6次足總盃冠軍，與阿士東維拉的功勳教練喬治·藍斯並列第一。而車路士於2003年曾贏得4次足總盃冠軍。此次決賽的隊伍與2002年一樣，當時阿仙奴憑着雷·柏奴亞和的入球，以2比0擊敗對手奪冠。安東尼·泰萊為本屆決賽的球證。
2017年5月22日發生了曼彻斯特竞技场爆炸，英國首相宣佈把英國恐襲威脅級別提高至最高後，阿仙奴基於安全理由，取消了於酋長球場的電視轉播活動。兩支決賽球隊決定不會於賽後舉行勝利巡遊活動。於比賽開賽前，雙方球隊和球迷進行一分鐘的默哀儀式，紀念曼彻斯特的死難者。
在傷停名單方面，阿仙奴中堅在對陣愛華頓時，弄傷膝部韌帶缺陣；另一名中堅則在因對陣愛華頓時侵犯，被球證出示紅牌，停賽三場，不能於決賽上陣。車路士則所有球員能夠上陣。

## 比賽進程

### 上半場
阿仙奴在開賽後第4分鐘取得領先。阿萊克西斯·桑切斯在疑似手球後射進一球，旁證起初亦示意入球無效，皆因另一名阿仙奴球員阿隆·拉姆塞於入球時身處越位位置。主球證安東尼·泰萊與旁證相討後，認為艾朗·藍斯並沒有影響比賽進行，判定入球為有效，阿仙奴領先1比0。第6分鐘，車路士取得首次攻門機會，迪亞哥·哥斯達接應夏沙特的傳送頭鎚攻門，但皮球高出。第13分鐘，阿歷斯·山齊士於30碼外施射，但並沒有命中目標。1分鐘後，迪亞高·哥斯達的射門被阿仙奴的守衛阻擋，沒有威脅門將奧斯皮納。1分鐘後，阿仙奴進行快速反擊，厄齊爾挑過門將庫爾圖瓦後，被後衛加里·卡希爾成功「護空門」。第18分鐘，於一次角球攻勢中頭鎚擊中門柱。第27分鐘，柏度進行長傳，奧斯賓拿成功擋下迪亞高·哥斯達的射門。2分鐘後，韋碧克於反擊時挑過高圖爾斯，但球速過慢，被加利·卡希爾成功反解。第31分鐘，於禁區頂施射，被高圖爾斯擋出。第38分鐘，夏薩特傳球予柏度，後者進入禁區內施射高出。補時階段，的罰球未能命中目標。

### 下半場
車路士在下半場初段採取主動，先有第48分鐘康德的遠射被沒收，2分鐘後，窄角度施射又被門將擋走。第58分鐘，柏度於禁區頂的施射偏離目標。第64分鐘，於禁區頂第一時間撞射，但被高圖爾斯沒收。第67分鐘，於右路切入，並於禁區內假摔，球證對他出示第2面黃牌，被逐離場。十人應戰的車路士於第75分鐘扳平比數，迪亞高·哥斯達接應韋利安的傳中，於禁區內控下皮球並射入，比數追平至1比1。第78分鐘，阿仙奴再次取得領先。基奧特於左路傳中，艾朗·藍斯無人看管下頂入，比數改寫成2比1。第81分鐘，大衛·路易斯接應韋利安的罰球，但頭鎚攻門偏離目標。第84分鐘，比利連以速度壓過大衛·雷斯，但他的射門斜出。第85分鐘，簡迪於禁區外傳球予夏薩特，後者頭鎚傳球予迪亞高·哥斯達射門，但射門角度太正，奧斯賓拿成功以手擋走皮球。第86分鐘，奧斯爾單刀赴會，扭過後施射近角，可是中柱。其後雙方互無紀錄，阿仙奴以2比1勝出，奪得冠軍。

## 比賽數據
| 2017年5月27日 英國夏令時17：30 |

| 阿仙奴                                 | 2–1      | 車路士            |
| -------------------------------------- | -------- | ----------------- |
| 阿萊克西斯·桑切斯 4' · 阿隆·拉姆塞 79' | 比賽報告 | 迪亞哥·哥斯達 76' |

| 倫敦 觀眾人數：89,472 ：安東尼·泰萊 |

| 阿仙奴 | 車路士 |

| GK     | 13 | 奧斯皮納          |     |       |
| CB     | 16 | 英格兰            | 53' |       |
| CB     | 4  | (c)               |     |       |
| CB     | 18 | 西班牙            |     |       |
| RM     | 24 | 西班牙            |     |       |
| CM     | 8  | 威尔士            | 9'  |       |
| CM     | 29 | 瑞士              | 81' |       |
| LM     | 15 | 英格兰            |     | 82'   |
| RW     | 7  | 阿萊克西斯·桑切斯 |     | 90+3' |
| CF     | 23 | 英格兰            |     | 78'   |
| LW     | 11 | 厄齊爾            |     |       |
| 後備： |    |                   |     |       |
| GK     | 33 | 捷克              |     |       |
| MF     | 34 | 法國              | 83' | 82'   |
| MF     | 35 | 埃及              |     | 90+3' |
| FW     | 9  | 盧卡斯·佩雷斯     |     |       |
| FW     | 12 | 基奧特            |     | 78'   |
| FW     | 14 | 沃爾科特          |     |       |
| FW     | 17 | 奈及利亞          |     |       |
| 領隊： |    |                   |     |       |
| 法國   |    |                   |     |       |

| GK     | 13 | 庫爾圖瓦             |          |     |
| CB     | 28 | 西班牙               |          |     |
| CB     | 30 | 大衛·路易斯          |          |     |
| CB     | 24 | 加里·卡希爾          |          |     |
| RM     | 15 | 奈及利亞             | 57', 68' |     |
| CM     | 7  | 康德                 | 59'      |     |
| CM     | 21 | 塞尔维亚             |          | 61' |
| LM     | 3  | 西班牙               |          |     |
| RW     | 11 | 佩德羅               |          | 72' |
| CF     | 19 | 迪亞哥·哥斯達        |          | 88' |
| LW     | 10 | 夏沙特               |          |     |
| 後備： |    |                      |          |     |
| GK     | 1  | 波斯尼亚和黑塞哥维那 |          |     |
| DF     | 5  | 法國                 |          |     |
| DF     | 6  | 荷兰                 |          |     |
| DF     | 26 | 英格兰               |          |     |
| MF     | 4  | 西班牙               |          | 61' |
| MF     | 22 | 威廉                 |          | 72' |
| FW     | 23 | 巴舒亞伊             |          | 88' |
| 領隊： |    |                      |          |     |
| 義大利 |    |                      |          |     |